# Louis Midelair
Louis Midelair (Bruxelles, 14 giugno 1856 – Parigi, 7 novembre 1916) è stato uno schermidore francese, specializzato nella sciabola.

## Biografia
Rappresentò la Francia ai Giochi olimpici estivi di Parigi 1900, gareggiando nel torneo della sciabola per maestri, dove fu eliminato nella Pool B, vinta da Italo Santelli.